# Лозово-Грушевое
Лозово-Грушевое (укр. Лозово-Грушеве) — село,
Курганский сельский совет,
Лебединский район,
Сумская область,
Украина.
Код КОАТУУ — 5922985203. Население по переписи 2001 года составляло 4 человека .

## Географическое положение
Село Лозово-Грушевое находится у истоков реки Лозовая,
ниже по течению на расстоянии в 1,5 км расположено село Александровка.
На расстоянии в 1,5 км расположены сёла Степное, Новосельское и Байрак.